# Rosimond
Claude La Roze, neuzeitlich Rose, bekannt als Rosimond (* gegen 1640; † 31. Oktober 1686 in Paris), war ein französischer Schauspieler und Dramatiker. Seine Bühnenstücke veröffentlichte er unter dem Pseudonym Jean-Baptiste Du Mesnil.
La Roze stammte vom Lande und eine erste Erwähnung findet sich für das Jahr 1668 als Schauspieler im Théâtre du Marais, wo er zur Schauspieltruppe um Molière gehörte. Die nächste Station, nach Molieres Tod, war der Salle de la Bouteille, wo er 1673 den Argan in Molières eingebildeten Kranken gab.
Rosimond war eines der ersten Ensemblemitglieder der 1680 gebildeten Comédie-Française. Er starb unerwartet und wurde bereits einen Tag später auf dem Friedhof von St-Sulpice beigesetzt.
La Roze war verheiratet und hatte mit seiner Frau eine Übereinkunft auf gegenseitige Absicherung geschlossen. Über Nachkommen der beiden ist nichts bekannt. Weiterhin galt er als gebildet und gläubig.

## Bühnenstücke (Auswahl)
- La Dupe Amoureuse (1671)
- L’avocat sans étude (1676)
- Le volontaire (1676)
- L’advocat savetier (1683)